# Чемпионат СССР по боксу
Чемпионат СССР по боксу — спортивное соревнование по боксу среди любителей. Первый чемпионат был проведён в 1926 году. Следующий прошёл в 1933 году. В дальнейшем чемпионаты проводились ежегодно, за исключением чемпионатов 1941—1942 годов, которые не были проведены в связи с Великой Отечественной войной. В 1943 году состоялся поединок за звание абсолютного чемпиона, с 1944 года возобновились регулярные чемпионаты.

## Предыстория
Первый чемпионат Российской Империи по боксу прошёл в 1914 году (4 участника, все — Петербург). До революции состоялись ещё 2 чемпионата — 1915 и 1916 годов.

## История
В первые годы советской власти бокс был под запретом. Даже после его снятия по инициативе наркомпроса А. В. Луначарского долго шли дискуссии о допустимости нокаута. Хотя бокс был среди дисциплин, преподававшихся на курсах Всевобуча будущим инструкторам спорта, до 1920 г. соревнований по боксу не проводилось. В качестве преподавателей в Москве работали выступавшие ещё в дореволюционное время боксёры П. Никифоров, А. Харлампиев и В. Самойлов. Первые соревнования состоялись в Москве в дни предолимпийского праздника (июль 1920 г.), но на ринг вышли лишь несколько человек, включая упомянутого П. Никифорова, формат поединков носил характер показательных выступлений.
С 1936 года (с перерывами) проводились поединки за звание абсолютного чемпиона СССР, разыгрывавшееся в поединках из 6 раундов по 3 минуты.
В 1956, 1959, 1963, 1967, 1971, 1975, 1979, 1983 годах чемпионаты страны по боксу становились составной частью финальных соревнований Спартакиад народов СССР.
Последний чемпионат уже не существовавшего СССР (чемпионат СНГ) прошёл в 1992 году.

## Перечень
| Год  | №              | Дата                         | Место проведения         |
| ---- | -------------- | ---------------------------- | ------------------------ |
| 1926 | 1-й чемпионат  | 8 — 12 апреля 1926           | Москва, РСФСР            |
| 1933 | 2-й чемпионат  | 13 — 16 апреля 1933          | Минск, Белорусская ССР   |
| 1934 | 3-й чемпионат  | 21 — 24 июля 1934            | Москва, РСФСР            |
| 1935 | 4-й чемпионат  | 10 — 13 июля 1935            | Москва, РСФСР            |
| 1936 | 5-й чемпионат  | 6 мая — 23 июня 1936         | Москва, РСФСР            |
| 1937 | 6-й чемпионат  | 12 мая — 29 июля 1937        | Москва, РСФСР            |
| 1938 | 7-й чемпионат  | 12 мая — 17 июня 1938        | Москва, РСФСР            |
| 1939 | 8-й чемпионат  | 18 мая — 1 июля 1939         | Москва, РСФСР            |
| 1940 | 9-й чемпионат  | 27 июня — 2 июля 1940        | Москва, РСФСР            |
| 1944 | 10-й чемпионат | 4 — 7 июня 1944              | Москва, РСФСР            |
| 1945 | 11-й чемпионат | 1 — 11 июня 1945             | Москва, РСФСР            |
| 1946 | 12-й чемпионат | 7 — 25 июля 1946             | Москва, РСФСР            |
| 1947 | 13-й чемпионат | 29 июня — 5 июля 1947        | Москва, РСФСР            |
| 1948 | 14-й чемпионат | 21 — 24 марта 1948           | Тбилиси, Грузинская ССР  |
| 1948 | 14-й чемпионат | 4 — 7 апреля 1948            | Ленинград, РСФСР         |
| 1949 | 15-й чемпионат | 10 — 16 июля 1949            | Каунас, Литовская ССР    |
| 1950 | 16-й чемпионат | 17 — 24 июля 1950            | Свердловск, РСФСР        |
| 1951 | 17-й чемпионат | 24 июня — 1 июля 1951        | Сталино, Украинская ССР  |
| 1952 | 18-й чемпионат | 8 — 12 апреля 1952           | Москва, РСФСР            |
| 1953 | 19-й чемпионат | 17 — 22 марта 1953           | Иваново, РСФСР           |
| 1953 | 19-й чемпионат | 1 — 5 апреля 1953            | Москва, РСФСР            |
| 1954 | 20-й чемпионат | 4 — 21 апреля 1954           | Москва, РСФСР            |
| 1955 | 21-й чемпионат | 17 — 29 ноября 1955          | Москва, РСФСР            |
| 1956 | 22-й чемпионат | 8 — 13 августа 1956          | Москва, РСФСР            |
| 1957 | 23-й чемпионат | 3 — 6 апреля 1957            | Москва, РСФСР            |
| 1958 | 24-й чемпионат | 6 — 9 апреля 1958            | Москва, РСФСР            |
| 1959 | 25-й чемпионат | 9 — 15 августа 1959          | Москва, РСФСР            |
| 1960 | 26-й чемпионат | 19 — 22 мая 1960             | Ленинград, РСФСР         |
| 1961 | 27-й чемпионат | 22 — 26 марта 1961           | Москва, РСФСР            |
| 1962 | 28-й чемпионат | 23 — 27 мая 1962             | Киев, Украинская ССР     |
| 1963 | 29-й чемпионат | 11 — 16 августа 1963         | Москва, РСФСР            |
| 1964 | 30-й чемпионат | 25 — 29 июня 1964            | Хабаровск, РСФСР         |
| 1965 | 31-й чемпионат | 21 — 25 марта 1965           | Москва, РСФСР            |
| 1966 | 32-й чемпионат | 11 — 16 мая 1966             | Москва, РСФСР            |
| 1967 | 33-й чемпионат | 27 июля — 3 августа 1967     | Москва, РСФСР            |
| 1968 | 34-й чемпионат | 5 — 16 июля 1968             | Ленинакан, Армянская ССР |
| 1969 | 35-й чемпионат | 7 — 18 марта 1969            | Казань, РСФСР            |
| 1969 | 35-й чемпионат | 13 — 25 марта 1969           | Саратов, РСФСР           |
| 1970 | 36-й чемпионат | 14 — 24 ноября 1970          | Каунас, Литовская ССР    |
| 1971 | 37-й чемпионат | 17 — 26 марта 1971           | Казань, РСФСР            |
| 1972 | 38-й чемпионат | 13 — 18 июня 1972            | Москва, РСФСР            |
| 1973 | 39-й чемпионат | 18 — 25 ноября 1973          | Вильнюс, Литовская ССР   |
| 1974 | 40-й чемпионат | 23 — 31 марта 1974           | Ижевск, РСФСР            |
| 1975 | 41-й чемпионат | 19 — 30 марта 1975           | Ташкент, Узбекская ССР   |
| 1976 | 42-й чемпионат | 20 — 26 марта 1976           | Свердловск, РСФСР        |
| 1977 | 43-й чемпионат | 14 — 20 марта 1977           | Фрунзе, Киргизская ССР   |
| 1978 | 44-й чемпионат | 25 февраля — 3 марта 1978    | Тбилиси, Грузинская ССР  |
| 1979 | 45-й чемпионат | 22 июля — 4 августа 1979     | Москва, РСФСР            |
| 1980 | 46-й чемпионат | 3 — 11 мая 1980              | Ростов-на-Дону, РСФСР    |
| 1981 | 47-й чемпионат | 30 августа — 9 сентября 1981 | Ташкент, Узбекская ССР   |
| 1982 | 48-й чемпионат | 29 июля — 8 августа 1982     | Донецк, Украинская ССР   |
| 1983 | 49-й чемпионат | 21 июля — 3 августа 1983     | Москва, РСФСР            |
| 1984 | 50-й чемпионат | 25 февраля — 4 марта 1984    | Ташкент, Узбекская ССР   |
| 1985 | 51-й чемпионат | 18 — 27 февраля 1985         | Ереван, Армянская ССР    |
| 1986 | 52-й чемпионат | 21 февраля — 2 марта 1986    | Алма-Ата, Казахская ССР  |
| 1987 | 53-й чемпионат | 5 — 18 февраля 1987          | Каунас, Литовская ССР    |
| 1988 | 54-й чемпионат | 22 — 31 января 1988          | Ташкент, Узбекская ССР   |
| 1989 | 55-й чемпионат | 21 — 29 января 1989          | Фрунзе, Киргизская ССР   |
| 1990 | 56-й чемпионат | 19 — 28 января 1990          | Луцк, Украинская ССР     |
| 1991 | 57-й чемпионат | 23 января — 3 февраля 1991   | Казань, РСФСР            |
| 1992 | 58-й чемпионат | 7 — 16 февраля 1992          | Тамбов, РСФСР            |